# Bruno Pittermann

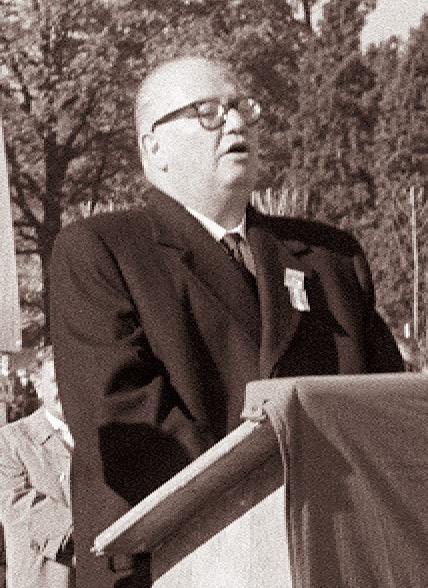
Bruno Pittermann

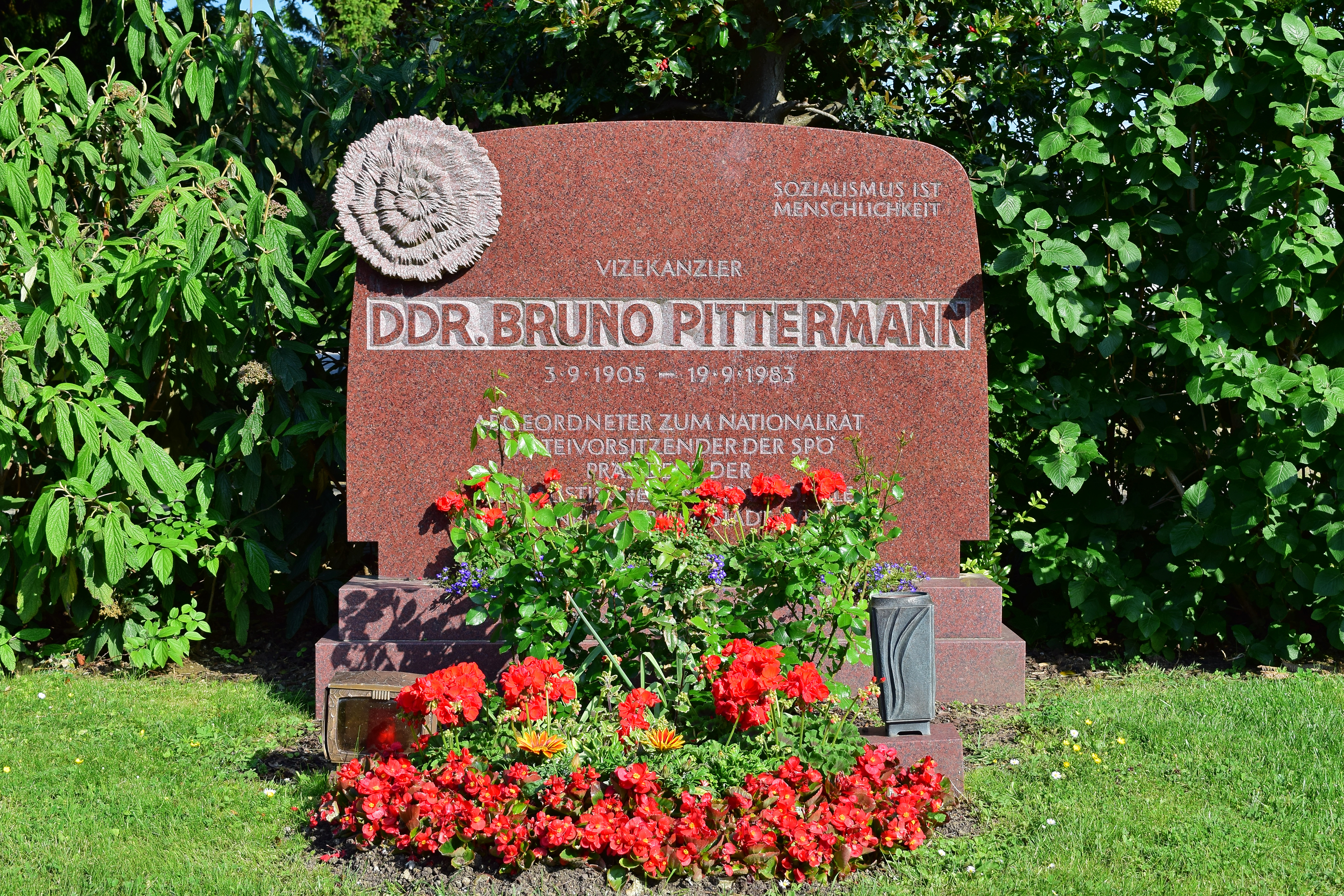
Graf van Bruno Pittermann

Bruno Pittermann (Wenen, 3 september 1905 - Wenen, 19 september 1983) was een Oostenrijks sociaaldemocratisch politicus. Van 1957 tot 1967 was hij voorzitter van de SPÖ en van 1957 tot 1966 vicekanselier onder de bondskanseliers Julius Raab, Alfons Gorbach en Josef Klaus. Hij was ook voorzitter van de Socialistische Internationale van 1964 tot 1976.
- Gemeinsame Normdatei: 118761595
- International Standard Name Identifier: 0000 0000 5533 1350
- Library of Congress Control Number: n86068477
- Nationale Bibliotheek van Tsjechië: skuk0001105
- Nederlandse Thesaurus van Auteursnamen: 124902936
- Système universitaire de documentation: 082106193
- Virtual International Authority File: 8183336
- WorldCat: E39PBJmDgMVXp7tkWyPXTqT4MP